# 定日-洛扎断层带
定日-洛扎断层带是青藏高原上的一条断层带，它的别名较多，如吉隆-错那断层带、喜马拉雅主北断层带等。该断层带西起普兰之东，向东经吉隆、定日、岗巴、洛扎至错那以东一带，近东西走向，长约800千米。
定日-洛扎断层带是在新近纪至早更新世的喜马拉雅构造期间形成的。由于印度板块在此时向北与已经拼合到欧亚板块之上的喜马拉雅地块相碰撞，不仅造成了喜马拉雅山脉的抬升，也使喜马拉雅地块内出现了一系列的逆掩断层，定日-洛扎断层带就是这一系列逆掩断层中最北的一条。
在地貌上，定日-洛扎断层带表现为喜马拉雅山地北部近东西向的一条低地，将喜马拉雅山主体（“大喜马拉雅”）与拉轨岗日隔开。朋曲和叶如藏布谷地即发育于这条低地内。